# 足立智美
足立 智美（あだち ともみ、男性、1972年1月25日 - ）は、日本の音楽家。ヴォイスパフォーマー、自作楽器奏者、作曲家。また、音響詩、美術、舞台音楽などを手がける企画演出。
金沢市生まれ。石川県立金沢泉丘高等学校、早稲田大学第一文学部哲学科卒業。

## 略歴

### パフォーマンス・シリーズ「音、あるいは耳について」を企画
- 期間 - 1994年から1997年
- 場所 - ギャラリー「四谷P3」などにて

### 「足立智美ロイヤル合唱団」を結成
- 期間 - 1997年
- 内容 - 同グループでNHKに出演。

### 音楽活動、フェスティバル企画、インスタレーション発表
- 期間 - 2004年から2005年
- 拠点 - ドイツのドルトムントにあるギャラリー「キュンストラーハウス」

### 「音楽の複数次元」を主宰
- 期間 - 2008年から2011年
- 内容 - 実験音楽の古典の中で日本未発表の作品を日本初演させるという企画を手がける。
- その未発表作品群の作家たち（一例）
  - ジョン・ケージ
  - クリスチャン・ウォルフ
  - コーネリアス・カーデュー
  - ジェームズ・テニー

### アジアン・カルチュラル・カウンシルの助成を受けてニューヨークに滞在、活動
- 期間 - 2009年から2010年

### ヴォイス・パフォーマーとして
（以下、取上げた音響詩作品郡の作家例）
- 新国誠一
- クルト・シュヴィッタース
- フーゴー・バル

### 演奏者を公募しておこなう音楽パフォーマンス
- アサヒ・エコ・アート・フェスティバル
  - 内容 - 高知県四万十川流域の民俗芸能とオーケストラの共演

- 演奏企画「ぬぉ」
  - 期間 - 2011年
  - 内容 - 70名を超えるミュージシャンによる多数のチューバ、合唱、自動車を編成に含めた上演
  - 場所 - 東京都中央卸売市場（足立市場）
- 演奏企画「ぬぇ」　　期間 - 2015年から2017年
  - 内容 - たこテラスの活動に参加
  - 主催 - 千住ヤッチャイ大学[注釈 1]
  - 期間 - 2016年4月3日（日）
  - 今回はたこテラスというこれまた魅力的な場所、小部屋の連なった民家のために曲を作る。《ぬぉ》は音楽の空間的な拡張だったけれど、この《ぬぇ》では空間だけでなく、時間的にも拡張された６時間の曲を書くことに決めた。繰り返しやただの引き伸ばしではない、本当に演奏するのに６時間かかる曲を作る。思いついたはいいけれど、実際にやってみると大変なことで、ありとあらゆる手段を使うことにした。上下逆にしても読める譜面や（書く手間が半分になる）、図形楽譜、写真、それでも足りないのでオンラインの自動作曲サービスも使う。それでもたぶん間に合わないから、本番中にも書く。演奏開始時点ではまだできてないという、これ以上ないくらい新鮮で長い曲です。作曲家、足立智美と18人の演奏家が千住の古民家「たこテラス」のまるで迷路のような昭和ノスタルジック異空間で書き下ろし新作正真正銘世界初演！[1]
- 演奏企画「ぬぅ／ぐぃ」
  - 2016年「ぬぇ」は、北千住にある古民家「たこテラス」にて、足立智美と18人の演奏者が360分ノンストップの音楽を奏でるという音楽実験。「ぬぅ／ぐぃ」は、同じく千住の元銭湯という「BUoY」にて、コントラバスの20台という破格の編成による新作を上演しました。圧巻のパフォーマンスと地下に鳴り響く重低音に、多くの来場者が圧倒されました。[2]
- 演奏企画「ぬぃ」
  - 東京都足立区千住において2011年に初演した、足立智美コンサート「ぬぉ」から、「ぬぇ」「ぬぅ」と続く連作の第４作目。異なる３つの場所で演奏される音楽と、その中心地点で聴こえる音楽とは。国際的に活躍する音楽家・足立智美の新作公演です。足立智美が2011年に千住・足立市場で行なった「ぬぉ」（アートアクセスあだち・音まち千住の縁）からの連作を、千住ヤッチャイ大学のプロデュースで2016年「ぬぇ」、2018年「ぬぅ／ぐぃ」と開催。その４作目にあたる新作「ぬぃ」。

### 声とエレクトロニクスを操る即興演奏家としての活動
（以下、共演者の一例）
- 高橋悠治
- 一柳慧
- 坂田明
- ヤープ・ブロンク
- ニコラス・コリンズ
- ジェニファー・ウォルシュ
- リチャード・バレット
- 大友良英

## 作品

### ソロ
- 足立智美 Solo Improvisation + （1994）
- ADACHI TOMOMI　LIVE'94（1995）
- SONGS OF ELECTRONIC CIRCUIT（1996）
- ときめきのゆいぶつろん （2000）
- 初期作品 & ライブ音源集 1994-1996 （2009）
- 記譜法としての境界面 自作楽器による音楽（2011）
- 貧富の差はどこから来るのか（2016）

### 足立智美ロイヤル合唱団
- ぬ（2001）
- よ（2003）

### コラボレーション
- 記号説／う・む～高橋悠治による北園克衛と足立智美による新國誠一（2006）
- 一柳慧+寒川晶子+足立智美　空間へのオマージュ（2008）
- Live at WKCR（2011）ジェニファー・ウォルシュ